# 离散傅里叶级数
离散傅里叶级数（DFS）与连续傅立叶级数相比有很大的区别。最大的不同在于离散时间傅里叶级数的系数序列是周期的。

## 离散傅里叶级数的公式
周期为N的周期序列{\displaystyle \left\{a_{n}\right\}}，其离散傅里叶级数为{\displaystyle \left\{x_{k}\right\}}：
{\displaystyle x[k]=\sum _{n=<N>}a_{n}\cdot e^{-in({\frac {2\pi }{N}})k}}
其中，DFS的逆变换序列：
{\displaystyle a_{n}={\frac {1}{N}}\sum _{k=<N>}x[k]\cdot e^{in({\frac {2\pi }{N}})k}}
（k=<N>表示对一个周期N内的值求和）

## 进一步分析
连续周期信号的离散化（下面的讨论中，{\displaystyle \omega _{0}={\frac {2\pi }{T}}}）：
1. 首先，在傅里叶级数一文中，我们知道函数{\displaystyle f(t)=e^{i({\frac {2\pi }{T}})t}}是对于任意的T是周期为T的函数，然而其对应的离散信号则不一定是周期的，可以证明，只有当{\displaystyle {\frac {\omega _{0}}{2\pi }}}是有理数时，离散信号f[n]才是周期函数。
2. 其次，在满足条件1的前提下，连续周期信号{\displaystyle f_{k}(t)}对应的离散信号{\displaystyle f_{k}[n]=e^{ik({\frac {2\pi }{N}})n}}对k也具有周期性，其周期为N,即{\displaystyle f_{k}[n]}中只有N个不同的序列。
3. 从离散时间傅里叶变换的系数公式我们可以看出，{\displaystyle a_{k}}也是对k周期为N的函数。
4. 离散傅里叶变换实际上是离散时间傅里叶级数在主值区间上的取值。我们注意到，离散傅里叶变换是对非周期函数f[n]进行的，如果我们对f[n]的定义拓广为周期函数f'[n]：{\displaystyle f'[n]=\sum _{i=-\infty }^{+\infty }f(n+i\cdot N)}。并且当{\displaystyle N\to \infty }时，f'[n]实际上就是f[n]，那么我们现在可以求出f'[n]的傅里叶级数。同样，当{\displaystyle N\to \infty }时无穷级数变成了积分，得到的结果是一个连续的周期函数{\displaystyle X(e^{i\omega })}（正如离散傅里叶变换一文中所述），这就是f[n]的离散时间傅里叶变换。这时，只需在它的主值区间上采样，就可以得到离散傅里叶变换的变换序列。

## 参阅
- 傅里叶级数
- 傅里叶变换
- 离散傅里叶变换
- 离散时间傅里叶变换